# نيسان ميكسيم
نيسان ميسكيم (بالإنجليزية: Mixim)‏ عرضت هذه السيارة لأول مرة في المعرض الدولي للسيارات الذي أقيم مؤخراً في برشلونة، وعرضت شركة نيسان هذه السيارة الجديد للمستقبل.
1. ↑  "Car and Driver" (بالإنجليزية). شركة هيرست.
2. ↑  وصلة مرجع: https://www.drive.com.au/news/nissan-mixim-concept-2008-aims/.